# 쿤두즈주
쿤두즈주(Kondoz Velāyat, 파슈토어: د کندوز ولايت, 다리어: ولایت کندوز)는 아프가니스탄 북동부의 주이다. 면적은 7,827 km2, 인구는 약 583,000명(2004년)이고, 주도는 쿤두즈이다.